# Horacio Torrado
Horacio Torrado fue un actor, escritor y director teatral argentino con una extensa trayectoria en radio.

## Carrera
Torrado, quien era hijo de un popular trabajador socialista de Alfredo Palacios, fue un primer actor y pionero de los radioteatros.
Fue un gran amigo de Eva Duarte, aunque era comunista, ya que en 1946 integró la lista de la "Agrupación de Actores Democráticos", en pleno gobierno de Juan Domingo Perón, y cuya junta directiva estaba integrada por Pablo Racioppi, Lydia Lamaison, Pascual Nacaratti, Alberto Barcel y Domingo Mania. Por lo que resultó refugiado en Villa Mercedes, provincia de San Luis luchando con los comandos civiles de Villa Reynolds contra Perón. 
Su padrino fue el abogado Luis de la Puente.

## Radio
En radio se destacó en numerosos radioteatros principalmente en la década del '40. Se lució en Radio Belgrano y Radio El Mundo. Uno de los más destacados radioteatros lo que hizo junto a la actriz Patricia Castell titulados Naftalina y encaje antiguo y Con permiso señor Morris. También actuó con artistas como José Antonio Paonessa, Guido Gorgatti, Julia Sandoval, Eduardo Rudy, Tino Pascali, Ernesto Raquén, Gladys Maisonave, Silvio Soldán,  Della Herrero, Mirtha Botaro, Alicia Vlllafafie, Marino Seré, Alfonso Pisano, entre otros.
En 194 hizo Radio El Mundo El sendero da muchas vueltas, Almas contra el mar junto a Anita Jordán y Ahí viene la montonera de Rafael García Ibáñez. En 1944 actuó en Más allá del amor y la esperanza de Adolfo Diez Gómez, Los ojos de la esfinge con Rosa Rosen, Rodolfo de la Serna, José Caroni y Tita San Martín. Otras que hizo en el '44 fueron La diosa cautiva, La última estrella, La horda, Un viaje en las tinieblas, Entre la patria y el amor, Cuando la noche es larga, El camino de las sombras y Una hora en la vida.
En 1945 trabajó junto a Norma Castillo en La sombra maldita. En 1960 por Radio Argentina actuó en el radioteatro Yaco escrita por Laura Favio y que protagonizó junto a Lenda Yorio. En esa emisora también hizo Alguien que a nadie le importa. Junto a Elsa Piuselli actuó en Juan de la Calle.
En Radio Splendid integró los radioteatros encabezados por Rosa Rosen como Por siempre ámbar en 1954 dirigido por René Cossa.

### Radioteatros
- Naftalina y encaje antiguo
- Con permiso señor Morris
- El sendero da muchas vueltas
- Almas contra el mar
- Ahí viene la montonera
- Más allá del amor y la esperanza
- Los ojos de la esfinge
- La diosa cautiva
- La última estrella
- La horda
- Un viaje en las tinieblas
- Entre la patria y el amor
- Cuando la noche es larga
- El camino de las sombras
- Una hora en la vida
- La sombra maldita
- Yaco
- Alguien que a nadie le importa
- Juan de la Calle
- Por siempre ámbar

## Televisión
Trabajó como guionista de las audiciones de un programa de los años 60 llamado Volver a vivir, donde Carlos D'Agostino compartió cámaras con la recordada Paloma Efrom, Blackie. Cobraba derecho de autor por ser el creador del nombre del programa.
También se desempeñó como director televisivo de Canal 13 a comienzos de la década del ´60 junto a Roberto Airaldi, René Cossa y Leandro Reinaldi.

## Censura
En 1948 Torrado pasó a integrar la famosa lista negra en la que se prohibía la posibilidad de actuar en cualquier radioemisora debido a su  ideología. Otros que formaron parte de la censura fueron Carlos A. Taquini, Bernabé Ferreyra, Libertad Lamarque, Niní Marshall, Luisa Vehil, Pedro Quartucci, Santiago Gómez Cou, Francisco de Paula y Arsenio Mármol, entre otros.

## Vida privada
Torrado se casó en dos oportunidades. Tuvo dos hijos varones: Luis Labraña, integrante de la Fuerzas Armadas Peronistas y quien ha dicho de ser el inventor de la cifra 30.000 desaparecidos, y Jorge Labraña, fotógrafo de profesión y militante del partico comunista. Estuvo unido de hecho con la actriz y escritora radial Laura Favio, cuyo verdadero nombre era Manuela Olivera, con quien tuvo un hijo llamado Horacio Luis Labraña y se separaron mientras vivían en una estancia de su propiedad llamada "La Suevia" en Merlo provincia de San Luis; ella era la madre del actor y director Leonardo Favio y Torrado fue quien llevó a Leonardo Favio a hacer sus primeros bolos radiales en El Mundo, en Buenos Aires.
Además también tuvo tres hijos extramatrimoniales, Zulma Pilar reconocida legalmente, María y Jorge, todos de distintas madres.